# 柯婷文
柯婷文（英語：Quah Ting Wen，1992年8月18日—）是一名新加坡游泳运动员，主项是自由泳、蝶泳和混合泳。

## 运动生涯
2008年，柯婷文出战在中国北京举行的第29届夏季奥运。她在女子100米自由泳以及女子400米个人混合泳上分别位列第34名和第32名，均未能晋级下一轮比赛，尽管如此，她还是打破了女子400米个人混合泳的全国纪录。
2009年，她参加了在新加坡举办的亚洲青年运动会，并担任开幕式旗手。比赛期间，她斩获了50米自由泳、100米自由泳、200米自由泳、4×100米自由泳接力的金牌以及4×100米混合泳接力的铜牌，同时还打破了50米、100米和200米自由泳三个项目的全国纪录。在同年的东南亚运动会上，她又一举收获5金2银1铜。
2011年，她在一次冲浪时意外受伤，没能够参加印度尼西亚举办的东南亚运动会，伤愈后，她的状态不佳，也没能获得伦敦奥运参赛资格。
在2013年游泳世界杯德国柏林站的比赛中，柯婷文以1分58秒89的成绩打破了她的队友林淑恩三天前创造的女子200米自由泳全国纪录。
两年后在自己的家乡新加坡举办的2015年东南亚运动会上，柯婷文共斩获4枚金牌和4枚银牌，4枚金牌中有3枚来自于接力项目。
2016年8月，柯婷文赴巴西里约热内卢参加了自己运动生涯的第二届奥运，她在唯一的参赛项目女子100米蝶泳当中游出1分0秒88，未能晋级半决赛。
2018年8月，柯婷文联同队友为新加坡队夺得雅加达亚洲运动会女子4×100米混合泳接力的铜牌，原本队伍第五个到达终点，后来由于中国队和韩国队因犯规而被取消成绩，新加坡队名次上升至第三位，这也是柯婷文生涯第一次获得亚运奖牌。

## 家庭
柯婷文有一个弟弟和一个妹妹，弟弟柯正文曾在2013年亚洲青年运动会游泳项目上获得3金2银1铜，妹妹柯敬文也是一名游泳运动员。